# とどろの滝
とどろの滝（とどろのたき）は、徳島県牟岐町にある橘川の滝。落差は約20m。

## 地理
滝の落差約20mで、水量のあるときにはふたつの沢から落ちる水流が鏡像のように同じ軌跡を描き、やがて合流して小さな滝壺に落ちる姿が見える。
滝壺を構成するふたつの岩を繋ぐために小さな木の橋が架かっている。

## 交通
- JR牟岐線「牟岐駅」より車で約15分。